# Amphithalamus stephensae
Amphithalamus stephensae är en snäckart. Amphithalamus stephensae ingår i släktet Amphithalamus och familjen Barleeiidae. Inga underarter finns listade i Catalogue of Life.